# 보수동쿨러
보수동쿨러(Bosudong Cooler)는 대한민국 부산광역시 출신의 인디 록/포크 록 밴드이다. 구성원은 김민지, 구슬한, 이상원, 최운규이다.
2017년 결성되었으며 다음의 음반을 발매했다.
- 정식 음반 2개: Sand(2021), Sitting on a chair (2024)
- 싱글 음반 5개: Kill me (2018), Cotton (2018), We Live in the Jurassic Park (2020), James(2023), Betty(2023)
- EP 음반 2개: Yeah, I don't want it (2019), Love Sand(2022)

또한, 보수동쿨러는 2021년 한국대중음악상의 최고의 모던록-음반상의 후보로 올랐다.
이 밴드는 부산의 친구 밴드 Hathaw9y와 EP 콜라보 음반 Love Sand (2022)를 발매한 바 있다.

## 디스코그라피
- 2018.04.20 <죽여줘> 싱글 발매
- 2018.06.26 <목화> 싱글 발매
- 2019.06.28 <Yeah, I don't want it> EP 발매
- 2020.03.19 <We live in the Jurassic Park> 싱글 발매
- 2021.11.30 <모래> 정규 1집 발매
- 2022.08.09 <LOVE SAND> 보수동쿨러X해서웨이 EP 발매
- 2023.03.31 <제임스> 싱글 발매
- 2023.07.05 <베티> 싱글 발매
- 2024.05.08 <의자에 앉아> 정규 2집 발매

## 구성원

### 현재
- 김민지 - 보컬, 기타 (2020년-현재)
- 구슬한 - 기타, 백보컬 (2017년-현재)
- 이상원 - 베이스 기타 (2019년-현재)
- 최운규 - 드럼 (2017년-현재)

### 과거
- 정주리 - 보컬, 기타 (2017-2020년)
- 이양갱 - 베이스 기타 (2017-2018년)

## 뮤직 비디오
- Kill me(2018)
- Cotton(2018)
- 0308 (2019)
- We live in the Jurassic Park(2020)
- Sand(2021)
- O Rang Dae(2021)
- James(2023)
- James Lyric Video (Acoustic Ver.)(2023)
- Sitting on a chair (2024)